# Leo A. Ekberg
Leo A. Ekberg, finski general, * 1894, † 1966.